# Kościół św. Katarzyny w Solcu
Kościół św. Katarzyny – katolicki kościół parafialny znajdujący się w Solcu (gmina Krzykosy, województwo wielkopolskie). 

## Historia i architektura
Ceglany, neoromański kościół wzniesiono w latach 1905-1908. Poświęcił go biskup Edward Likowski. Plebania jest wcześniejsza i pochodzi z 1864. Organistówka (obecny dom katolicki) zbudowana została w 1870 (przebudowana w latach 80. XX wieku).
Pierwszy kościół istniał tu już w XII wieku, a pierwsza wzmianka o nim pochodzi z 1302. Zrujnowany podczas wojen szwedzkich, został odbudowany i przetrwał do 1908.  

## Galeria

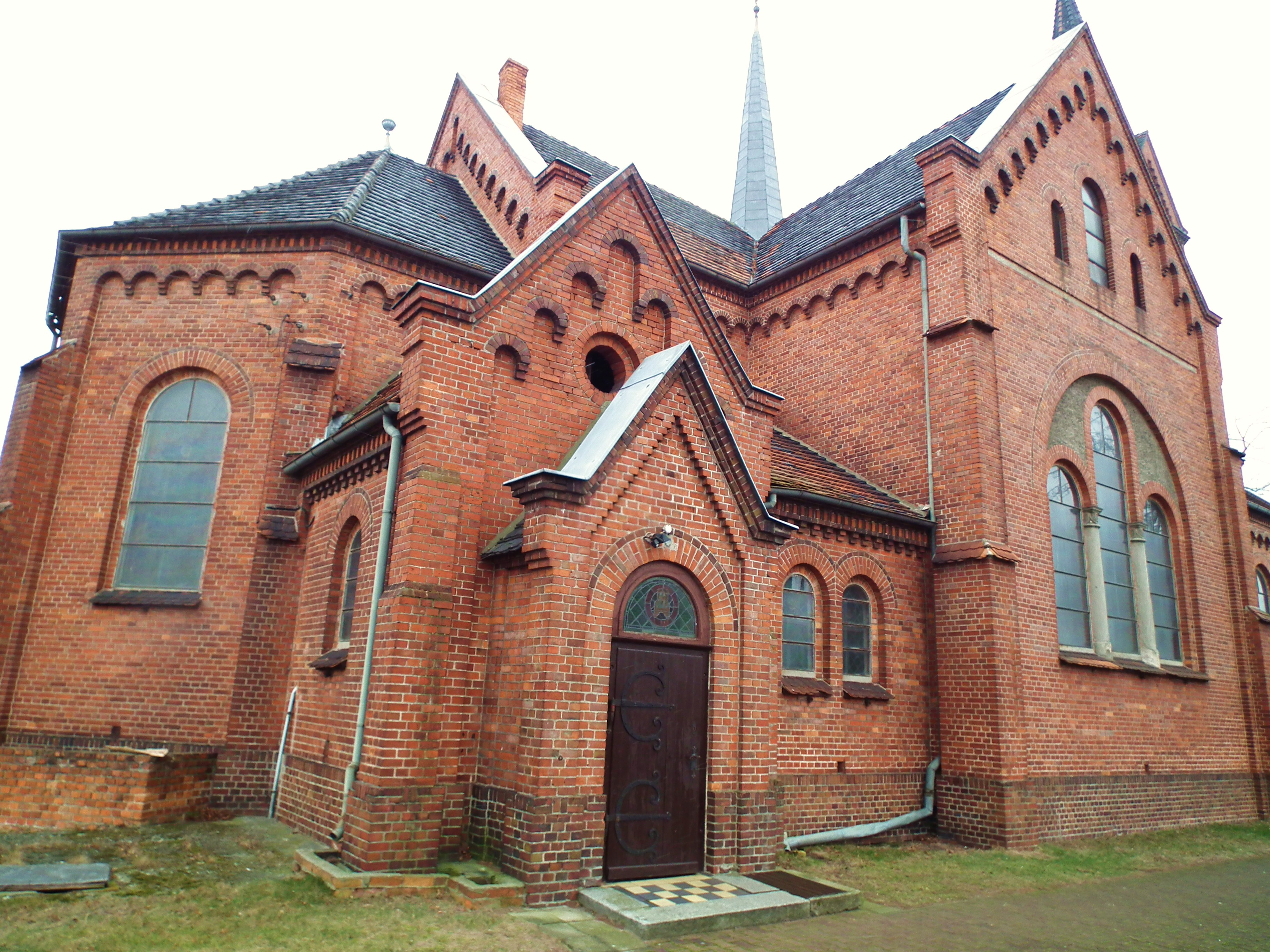
Prezbiterium
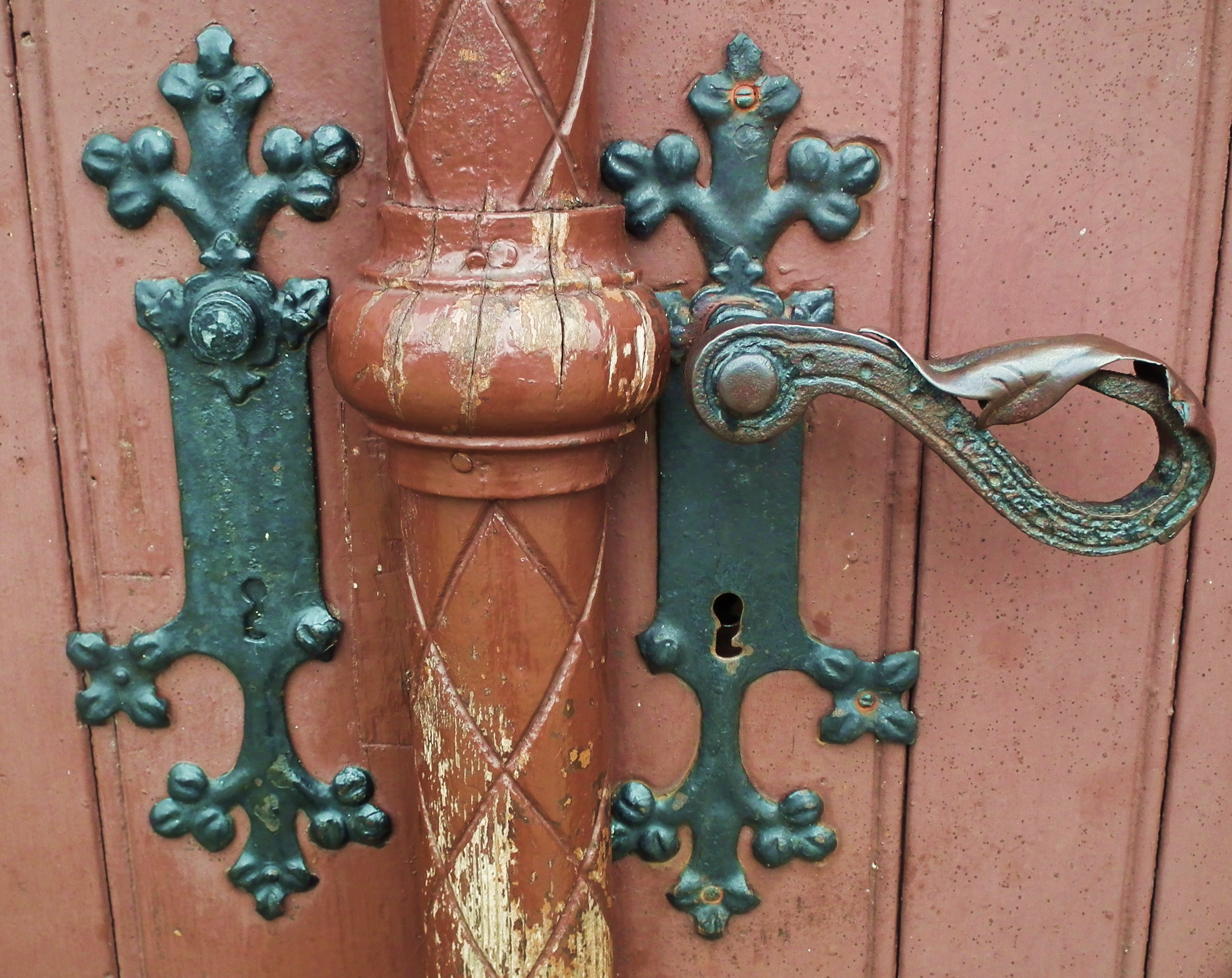
Detal
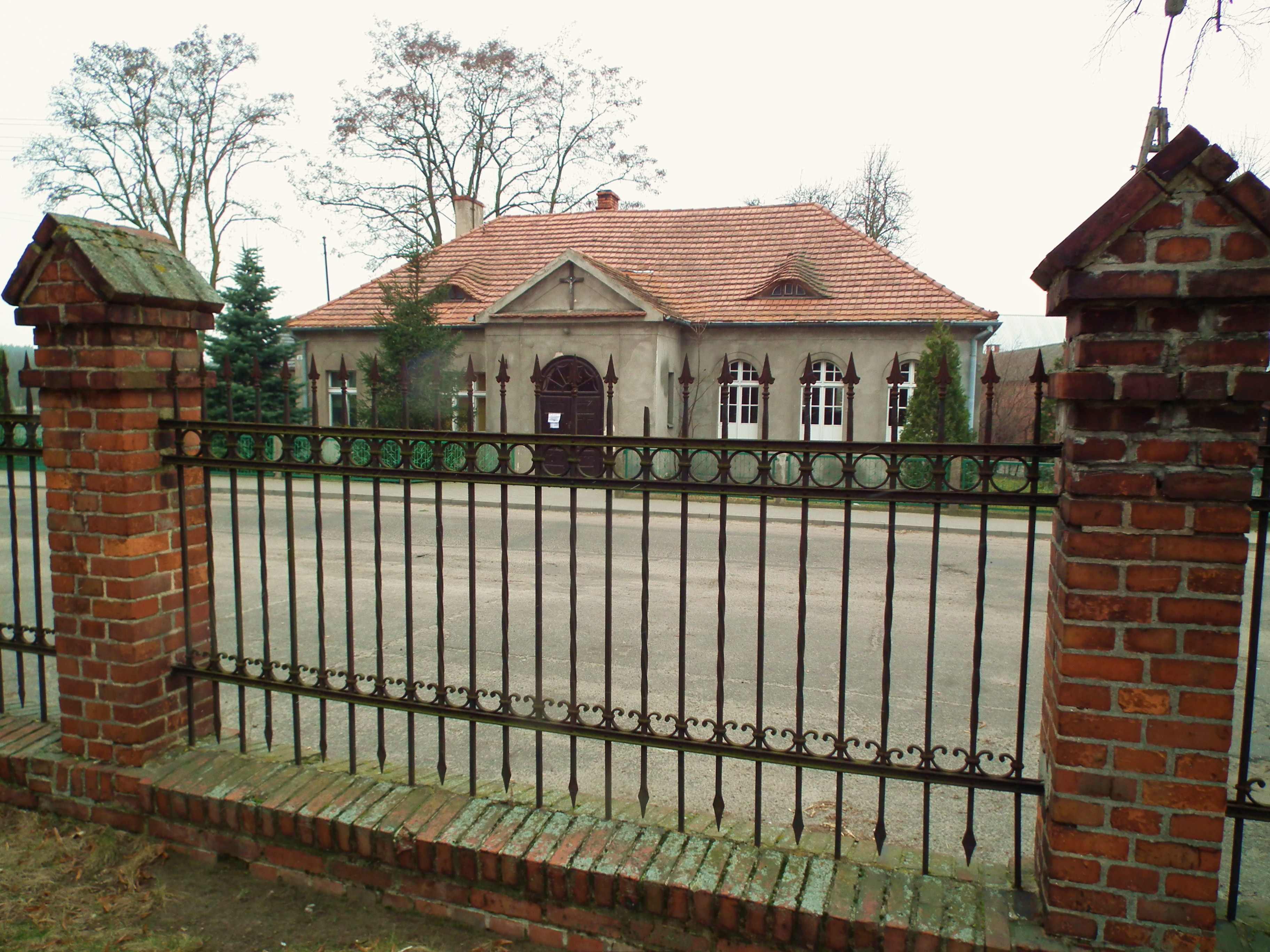
Plebania